# Kai Siegbahn
Kai Manne Börje Siegbahn (20. dubna 1918 Lund – 20. července 2007 Ängelholm) byl švédský fyzik, který v roce 1981 získal Nobelovu cena za fyziku.

## Život a kariéra
Narodil se v Lundu, jeho otec Manne Siegbahn získal Nobelovu cenu za fyziku v roce 1924. V roce 1944 získal doktorát na Stockholmské univerzitě. Mezi lety 1951 a 1954 byl profesorem na technologické univerzitě KTH a poté mezi lety 1954 a 1984 profesorem experimentální fyziky na Uppsalské univerzitě. V roce 1981 získal Nobelovu cenu za fyziku „za příspěvek k rozvoji elektronové spektroskopie s vysokým rozlišením“. Dalšími laureáty této ceny za stejný rok byli Nicolaas Bloembergen a Arthur Schawlow „za příspěvky k rozvoji laserové spektroskopie“.